# Martinschule Bamberg
Die Martinschule Bamberg (ehem. Martinvolksschule Bamberg) ist eine Grundschule im Zentrum Bambergs, gleich neben Klein-Venedig. Die Schule wurde 1886 als Volksschule gegründet und ist seit 1999 eine reine Grundschule. Namensgeber der Schule ist Sankt Martin.

## Geschichte
1886 wurde die Martinschule als Volksschule gegründet. Neben der Martinschule befindet sich das Clavius-Gymnasium, welches 1794 als Ingenieur- und Zeichnungsakademie gegründet wurde.
Nach dem Zweiten Weltkrieg wurde das Gebäude als Lazarett der amerikanischen Streitkräfte verwendet. Die Schüler besuchten in dieser Zeit die Kaulbergschule nahe der Oberen Pfarre.
In den frühen 1960er Jahren wurde die Schule von Grund auf renoviert und dabei unter anderem neue Elektrik und eine Öl-Zentralheizung eingebaut, die bis Mitte 2015 benutzt wurde. In etwa dieser Zeit wurde auch ein Schwimmbecken im Keller eingerichtet, welches heute jedoch nicht mehr genutzt wird.
Seitdem die im gleichen Gebäude untergebrachte Hauptschule geschlossen wurde, nutzt das Clavius-Gymnasium deren Räume.
Der Sprengel der Schule erstreckt sich seit 1945 fast über die gesamte nördliche Inselstadt und teils darüber hinaus. Viele der Schüler kommen aus dem Neubaugebiet Mayersche Gärtnerei.

## Gebäude

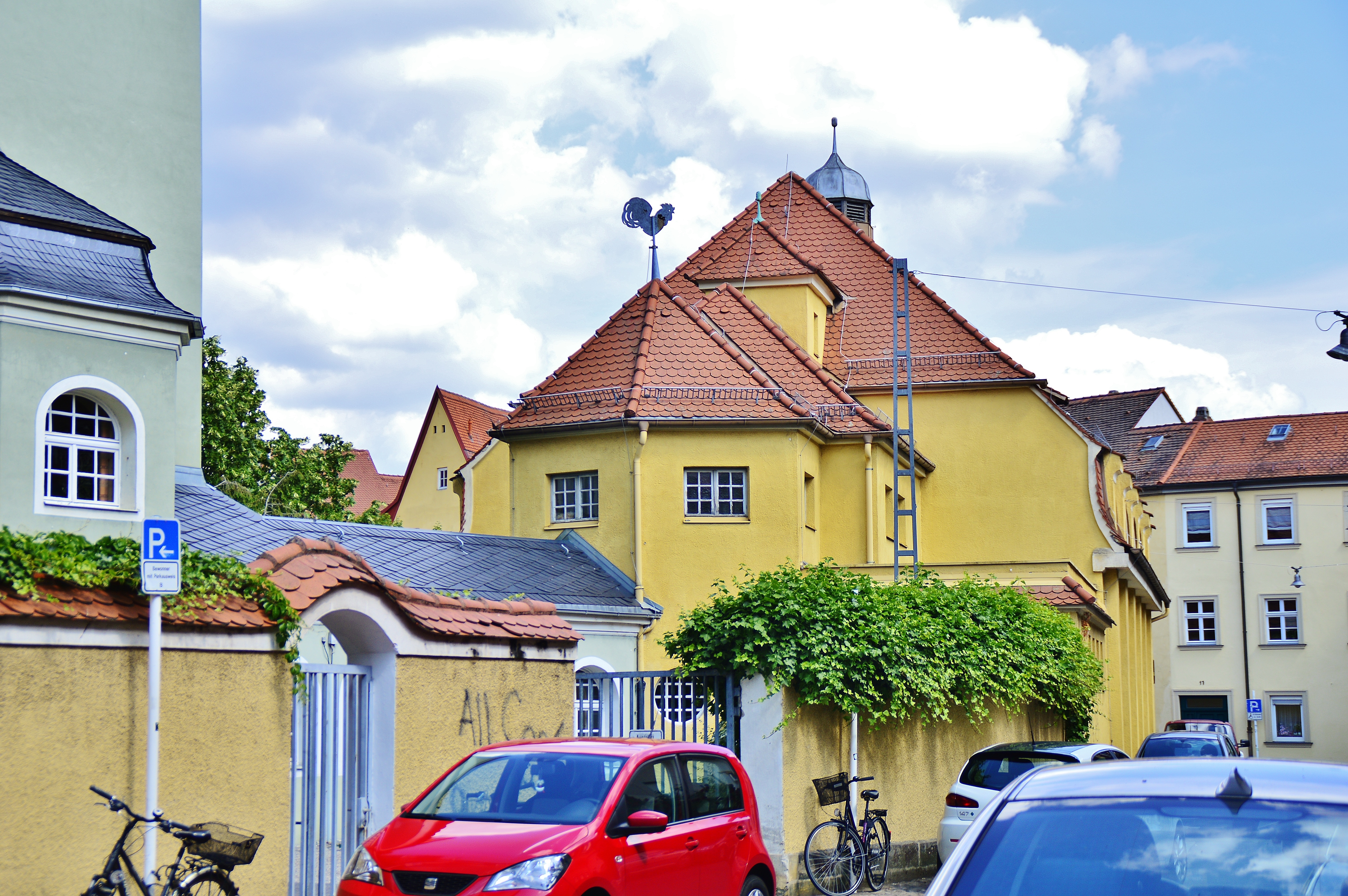
Turnhalle der Martinschule und Parkplatz

Die Grundschule nutzt zwei von drei Stockwerken im linken Flügel des Martin-Gebäudes. Als Turnhalle dient eine Halle des Bamberger Stadtbaurates Wilhelm Schmitz aus dem Jahr 1914, welche durch einen Verbindungstrakt über den Schulhof mit der Schule verbunden ist. Sie wird abends zusätzlich von einem Turnverein für Schüler genutzt. Diese Turnhalle steht unter Denkmalschutz.
Seit dem Jahr 2009 steht der Schule ein modern eingerichteter EDV-Raum zur Verfügung.
2012 wurden am Martin-Gebäude zwei Notfalltreppentürme errichtet, die im Brandfall als zweite Fluchtmöglichkeit dienen sollen.
Es wurde ein Verbindungsbau zwischen Martinschule und Clavius-Gymnasium errichtet und der vom Gymnasium genutzte Teil im Martin-Gebäude saniert.

## Schulprofil
Im Schuljahr 2014/15 unterrichteten zwölf Lehrer und ein katholischer Pfarrer im Lehramt sechs Grundschulklassen mit etwa 150 Schülern.
Seit dem Schuljahr 2011/12 sind die 2. Klassen am Projekt Kultur.Klassen des Bamberger Kulturamts beteiligt. Damit soll kulturelle Bildung dauerhaft in den Schulalltag verankert werden.
Die Schule liefert Beiträge zu den Schultheatertagen und betreibt eine Theater-AG. In weiteren Projekten befasst sie sich mit E. T. A. Hoffmann und kooperiert mit der Lebenshilfe Bamberg, bei dem ein Mosaikbild, welches im ersten Stock des Gebäudes hängt, entstand.
Die Schule unterhält eine Kooperation mit der Städtischen Musikschule Bamberg und kann so optionalen, kostenpflichtigen Musikunterricht anbieten. Ferner nimmt sie an Malwettbewerben teil.
Seit 2020 gibt es das digitale Lehr- und Lernbüro Feli-Lab.